# Crich
Crich (udtalt /ˈkraɪtʃ/ kryech) er en landsby i Derbyshire i England. Den er blandt andet kendt for sporvejsmuseet National Tramway Museum og et mindetårn over faldne i krig, især 1. verdenskrig.